# Bad Idea Right?
Bad Idea Right? (stiliserat i gemener) är en låt framförd av den amerikanska singer-songwritern Olivia Rodrigo. Låten skrevs av Rodrigo och hennes tidigare samarbetspartner Dan Nigro som även stod för produktionen. Den spelades in till Rodrigos andra studioalbum Guts (2023).
Geffen Records gav ut "Bad Idea Right?" som den andra singeln från albumet genom att göra den tillgänglig för streaming och digital nedladdning den 11 augusti 2023. Samma dag släpptes låtens musikvideo som regisserades av Petra Collins.

## Bakgrund och utgivning
Efter den kommersiella framgången med debutalbumet Sour (2021) fortsatte Olivia Rodrigo sitt samarbete med musikproducenten Dan Nigro, som hade skapat alla låtar på albumet. Uppföljaren Guts (2023) skapades när hon var 19 år, en ålder som hon beskrev som "mycket förvirrande, med massor av misstag, obekväma situationer och gammal hederlig tonårsångest". Albumet och dess titel tillkännagavs den 26 juni 2023 och dess huvudsingel "Vampire" släpptes fyra dagar senare. Låten nådde förstaplatsen i en rad länder, däribland i hemlandet USA där den blev hennes tredje listetta på Billboard Hot 100.
Den 31 juli 2023 delade Rodrigo ett klipp i sociala medier som innehöll ledtrådar om låtlistan på Guts som fans skulle avkoda. Videon visade Rodrigo i ett sovrum där hon plockade upp saker ur flyttkartonger. Hon undersökte olika föremål, däribland en elektrisk keyboard och en gammal skrivmaskin. Den 1 augusti 2023 avslöjade hon låtlistan till albumet och några dagar senare, 11 augusti 2023, släpptes "Bad Idea Right?" som den andra singeln från Guts. I ett e-mail till fans som skickades fyra dagar senare skrev Rodrigo att "låten är rätt annorlunda jämfört med 'Vampire' och visar en annan del av Guts som är lite mera rolig och lekfull". Hon uttryckte glädje och spänning inför låtens utgivning. Singelomslaget är en immig bild på Rodrigo bakom en glasvägg med titeln skriven i läppstift.

## Komposition och text
"'bad idea right?' började som ett skämt om att jag träffade min expojkvän men sen insåg vi att vi var något på spåren. Vi började experimentera med en massa konstiga saker – i en av refrängerna låter det som ett instrument i bakgrunden men det är jag som gradvis skriker högre och högre."
"Bad Idea Right?" är en rocklåt som innefattar "1990-talspoprock", grunge, "vilda elgitarr-riffs" och ett "lekfullt sångframförande". Den har en speltid på tre minuter och fyra sekunder (3:04). Nigro producerade musiken och sången. Han arbetade även som ljudtekniker tillsammans med Sam Stewart, Dan Viafore och Sterling Laws. Nigro spelar gitarr, slagverk, bas och skötte även trumprogrammeringen. Stewart spelade elgitarr och Laws trummor. Spike Stent mixade låten och fick assistans av Matt Wolach.
Texten i "Bad Idea Right?" beskriver Rodrigos inre monolog när hon leker med tanken på att tacka ja till sitt ex erbjudande att komma på ett kvällsbesök. I refrängen skanderar hon: “Yes, I know that he’s my ex/ But can’t two people reconnect?/ I only see him as a friend/ The biggest lie I ever said”. Life & Style noterade att Rodrigo, till skillnad från i sina tidigare storslagna ballader, talar låttexten istället för att sjunga den. Fans till Rodrigo misstänkte att texten avhandlade hennes relation till musikern Zack Bia som hon hade en relation med år 2022.

## Mottagande

### Professionella recensioner
Clash jämförde "Bad Idea Right?" med musik utgiven av Hole in places och Wolf Alice och beskrev kompositionen som "utsökt". Tom Skinner från NME beskrev låten som en "färgsprakande gitarrhymn" med "punkig" instrumentalmusik.
Pitchfork lyfte fram "Bad Idea Right?" som "Best New Track" och musikjournalisten Shaad D'Souza ansåg att den var "mil ifrån 'Vampire'". D'Souza hyllade Rodrigos framförande och skrev: "Rodrigo, en artist med stort A, beger sig in i låten med enormt engagemang och spelar rollen som en tilltuffsad huvudkaraktär. [...] Limmet som håller ihop denna Frankenstein-komposition är Rodrigo, vars fingerade oskuldsfullhet blir en av de bästa poplåtarna i år." Webbplatsen Stereogum noterade att låten var en "storslagen, högljudd och trallvänlig" komposition med den typ av "1990-talsrockenergi som hon gjort till sin egen trademark".

## Musikvideo
Musikvideon till "Bad Idea Right?" regisserades av Petra Collins som tidigare skapat videon till Rodrigos "Good 4 U" (2021). Videon hade premiär samma dag som låten och gästas av Rodrigos skådespelarkollegor från TV-serien Bizaardvark: Madison Hu och Iris Apatow samt musikern Tate McRae, vilka Rodrigo beskrev som sina "favorit-tjejer". I videon smiter Rodrigo från en hemmafest för att besöka sitt ex med Hu, Apatow och McRae. I följande scener ignorerar hon alla absurda och nervkittlande barriärer i sin väg för att nå exets sovrum. Estetiken i videon inspirerades av "B-skräckfilmer från tidigt 1990-tal". Några timmar efter premiären på Youtube hade videon fått över en miljon visningar.

## Format och låtlistor
Information hämtad från Qobuz.
| 1. | "Bad Idea Right?" | 3:04 |

## Medverkande
Information hämtad från Qobuz
- Dan Nigro – producent, låtskrivare, ljudtekniker, gitarr, slagverk, sångproduktion, bas, trumprogrammering, bakgrundssång
- Olivia Rodrigo – låtskrivare, sång
- Sam Stewart – ljudtekniker, elgitarr
- Dan Viafore – ljudtekniker
- Sterling Laws – ljudtekniker, trummor
- Spike Stent – mixning
- Matt Wolach – mixning (assistans)

## Utigvningshistorik
| Land            | Datum           | Utgåva   | Format                        | Skivbolag | Ref.   |
| --------------- | --------------- | -------- | ----------------------------- | --------- | ------ |
| Internationellt | 11 augusti 2023 | Standard | Digital nedladdning streaming | Geffen    | [ 18 ] |

## Not
1. ↑  Titeln stiliserades i gemener.